# Legio volonum

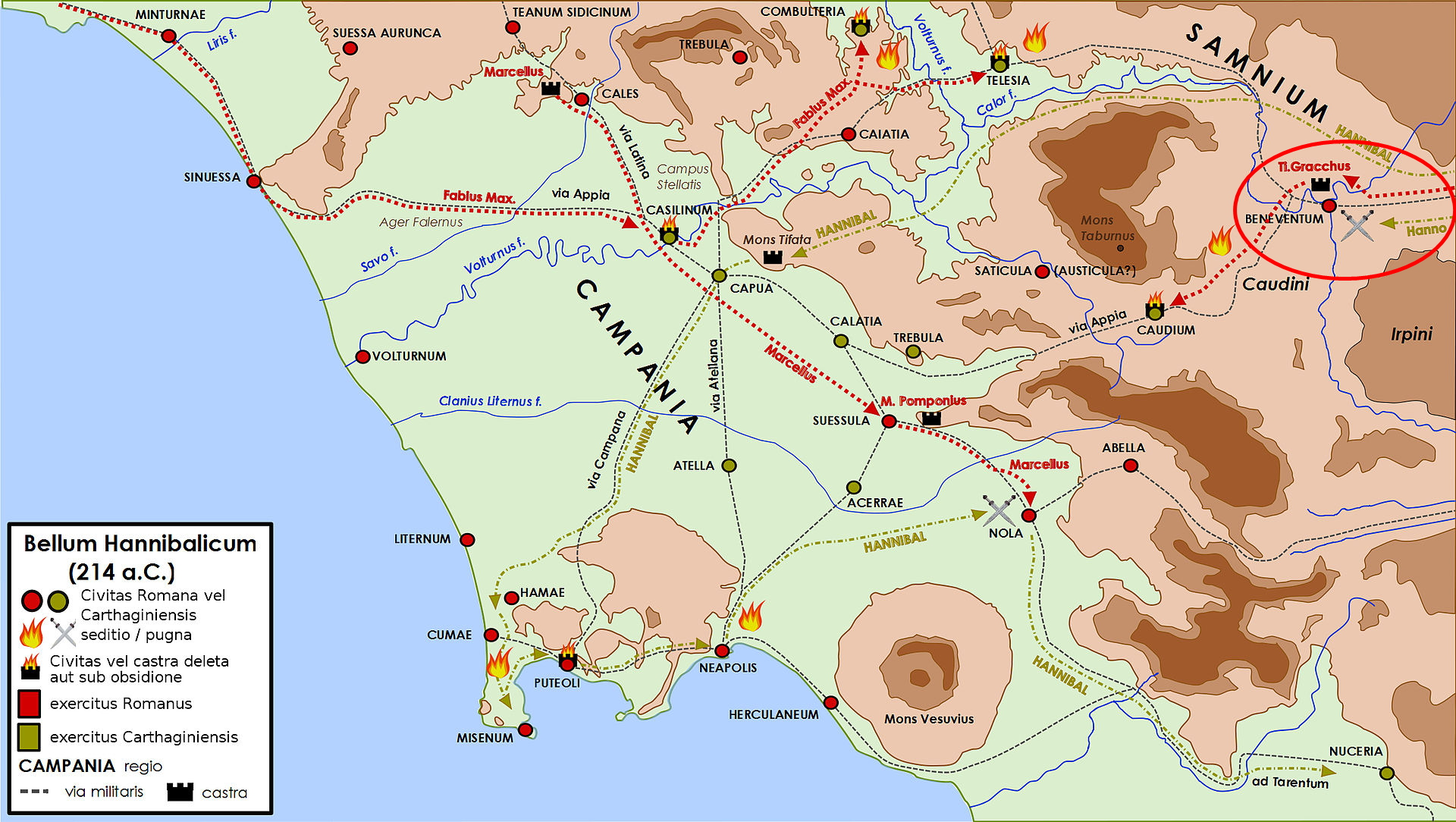
Die rote Markierung zeigt die Erste Schlacht von Beneventum, in der etwa 8.000 Sklaven (in der Überlieferung legiones volonum genannt) auf römischer Seite zum Einsatz kamen.

Als legio volonum (deutsch „Legion von Freiwilligen“, Plural legiones volonum) wird in der römischen Antike eine Legion von Freiwilligen bezeichnet. Zwei Verbände dieser Art ließ der römische Senat im Jahr 216 v. Chr. während des Zweiten Punischen Kriegs aufstellen. Ihre Mannschaften rekrutierten sich größtenteils aus Sklaven, die der Staat gezielt für den militärischen Einsatz angekauft hatte. Abgesehen von einer Anzahl Sklaven, die möglicherweise unter Kaiser Mark Aurel auf bereits bestehende Legionen verteilt wurden, war das der einzige belegte Fall, in dem Unfreie Frontdienst als reguläre Soldaten (milites) in der römischen Armee leisteten.

## Unfreievolonesin der Römischen Republik
Nach der verlorenen Schlacht von Cannae musste Rom zur Kompensation von acht verlorenen Legionen außergewöhnliche Maßnahmen ergreifen. Unter dem Konsul Gaius Terentius Varro wurden die verbliebenen Soldaten in zwei neuen Legionen reorganisiert und zügig neue Rekruten unter Einbeziehung von geeigneten Unfreien ausgehoben. Von den Sklaven nahmen 8.000 taugliche Männer als Freiwillige (volones) den vom Staat angebotenen Militärdienst bereitwillig an, um in zwei geschlossene Kampfverbände eingeteilt zu werden.
Der Sklavenstatus der Freiwilligen blieb nach dem Dienstantritt als regulärer Kombattant weiterhin bestehen. Erst nachdem die legiones volonum unter dem Kommando des Tiberius Sempronius Gracchus im Jahr 214 v. Chr. in der Ersten Schlacht von Beneventum über die karthagischen Truppen unter Hanno gesiegt hatten, wurden die überlebenden volones mit ihrer feierlichen Freilassung (libertas), unter Verleihung des Bürgerrechts (civitas), belohnt.
Nachdem Tiberius Sempronius Gracchus im Jahr 212 v. Chr. in einem Hinterhalt zu Tode gekommen war, lösten sich die legiones volonum offenbar auf. Die ehemals Unfreien sahen sich nur dem Feldherrn verpflichtet und mit seinem Tod als aus dem Dienst entlassen an. Der Rest des Heeres wurde unter Führung des Quaestors Cornelius an Capua vorbei nach Rom geführt.
Erst im Jahr 207 v. Chr. wurden die volones, soweit sie für den Staat noch zu erreichen waren, erneut zu den Waffen gerufen und auf zwei bereits bestehende Legionen verteilt.

## Unfreie volones in der Römischen Kaiserzeit
Eine vergleichbare Art der Rekrutierung Unfreier und sogar von solchen Personen, die außerhalb des Rechts standen, ist in der römischen Kaiserzeit unter Mark Aurel um 170 n. Chr. in der – allerdings oft unzuverlässigen – Historia Augusta überliefert. Der Einfall germanischer Stämme in die Donauprovinzen und in Oberitalien, dem eine für Rom verlustreiche Militäroperation vorausgegangen war, und die Antoninische Pest mit ihrer enormen Anzahl von Opfern unter den Soldaten sollen eine Rekrutierung nach dem Beispiel aus dem Feldzug gegen Hannibal notwendig gemacht haben. Vermutlich wurden nun aber keine separaten Truppenkörper gebildet, sondern nur das ausgefallene Personal der Legionen durch die Freiwilligen ersetzt. Auch in diesem Fall soll den unfreien Soldaten für Tapferkeit die Freiheit und das römische Bürgerrecht in Aussicht gestellt worden sein.

## Sklavenrekrutierung als historische Ausnahme
Die beiden überlieferten Rekrutierungen von Sklaven in die römische Armee waren Ausnahmen der gängigen römischen Aushebungspraxis und durch extreme Umstände erzwungen. Prinzipiell durften Unfreie aus Sicherheitsgründen nicht bewaffnet oder gar im Heer als Kombattanten eingesetzt werden.
Während der pannonischen Krise und nach dem Verlust von drei Legionen nebst Hilfstruppen in der Varusschlacht ließ auch Augustus Sklaven in unbekannter Anzahl für den Militärdienst ausheben, um diese vorwiegend als Reserve- und Grenzsicherungstruppen einzusetzen. Diese mussten jedoch vor ihrem Dienstantritt von ihren Besitzern emanzipiert worden sein.
Auch bei der für Rom verlustreichen Niederschlagung des Bar-Kochba-Aufstands in den Jahren 133 und 134 wurde nicht auf Unfreie, sondern auf bereits emanzipierte Flottenmannschaften aus Misenum zurückgegriffen. Auch wurden den Soldaten bereits vor der Eingliederung in die Legionen die Bürgerrechte verliehen.

## Rechtliche Gesichtspunkte
Abgesehen von den ähnlichen, aber weniger strengen Anforderungen, die an die Angehörigen der Auxiliartruppen gestellt wurden, war die vorhandene Wehrwürdigkeit des Bewerbers eine zwingende Voraussetzung, um als Rekrut den Militärdienst in einer Legion antreten zu können. Hierzu zählten insbesondere die Freiheit und der Besitz des römischen Bürgerrechts. Eine absichtliche Verschleierung des unfreien Personenstands und die Vortäuschung des Bürgerrechts galten bei Entlarvung als Kapitaldelikt. Dieser verwirkte Tatbestand zog in der Regel eine empfindliche Sanktion, bis hin zur Hinrichtung des Täuschenden, als Rechtsfolge nach sich.
Unter Domitian ist der außergewöhnliche Fall eines entlaufenen Sklaven (fugitivus) überliefert. Dem flüchtigen Unfreien war es gelungen, seine wahre Identität zu verschleiern, um dann als Rekrut in die Armee einzutreten. Dort bewährte er sich und stieg bis zum Centurio auf. Nachdem der wahre Personenstand des Offiziers bekannt geworden war, wurde er auf Geheiß des Kaisers aus dem Heer entfernt und seinem Eigentümer übergeben. Von einer strengeren Bestrafung hatte man, vermutlich wegen der geleisteten Verdienste und der damit zusammenhängenden Beförderungen, gnadenhalber Abstand genommen.
Das Verbot der Rekrutierung von Unfreien wurde im 3. Jahrhundert derart ausgelegt, dass der römische Jurist Ulpian auch die Personen als wehrunwürdig einstufte, die bei ihrer Einstellung irrtümlich davon ausgingen, noch dem Sklavenstand anzugehören, aber tatsächlich bereits frei waren.

## Rezeption

### Legio volonum

Treffenaufstellung in der römischen Manipularlegion zur Zeit der Republik

In der modernen Forschung wird es für wahrscheinlich gehalten, dass die ausgehobenen volones zunächst nur für die Verteidigung der Stadt Rom herangezogen und in die noch vorhandenen regulären Schutztruppen als Verstärkung eingegliedert wurden. Die römische Führung, die noch unter dem Eindruck der katastrophalen Niederlage bei Cannae stand, befürchtete einen Angriff Hannibals, so dass schnelle, unkonventionelle Maßnahmen durchaus geeignet und erforderlich waren. Nachdem die befürchtete Belagerung ausgeblieben war, wurden die Unfreien erst militärisch ausgebildet, um anschließend in bereits bestehende Kampfverbände der italischen Bundesgenossen aufgeteilt zu werden. Die Bezeichnung der Einheiten als legio volonum, in dem die Unfreien dienten, wäre so nur dem Umstand ihrer überlieferten Anzahl von 8.000 Mann geschuldet gewesen, da die Halbierung passend für die Entstehung der Zweilegionenversion gewesen wäre. Des Weiteren wird argumentiert, dass die einzunehmende Schlachtaufstellung einer Legion in die Treffentaktik (hastati, principes und triarii), die nur aus frisch ausgebildeten Rekruten bestanden hätte, niemals gegen eine kampferprobte Truppe gefechtstauglich gewesen sein kann.
Die vom römischen Geschichtsschreiber Livius beschriebene einseitige Dienstquittierung der zwischenzeitlich emanzipierten volones und ihre spätere Wiedereinberufung werden in der heutigen Forschung ebenso hinterfragt. Demnach erscheint es hier fraglich, inwiefern Deserteure, als solche die abgängigen Soldaten angesehen werden sollten, zum einen straflos ausgehen und zum anderen wieder in die Armee aufgenommen werden konnten. Die geschilderte Reaktivierung der volones bezog sich daher anscheinend auf zuvor ordentlich aus dem Dienst entlassene Soldaten, die nach dem Tod des Tiberius Sempronius Gracchus eben nicht fahnenflüchtig wurden.

### Unfreie volones unter Mark Aurel

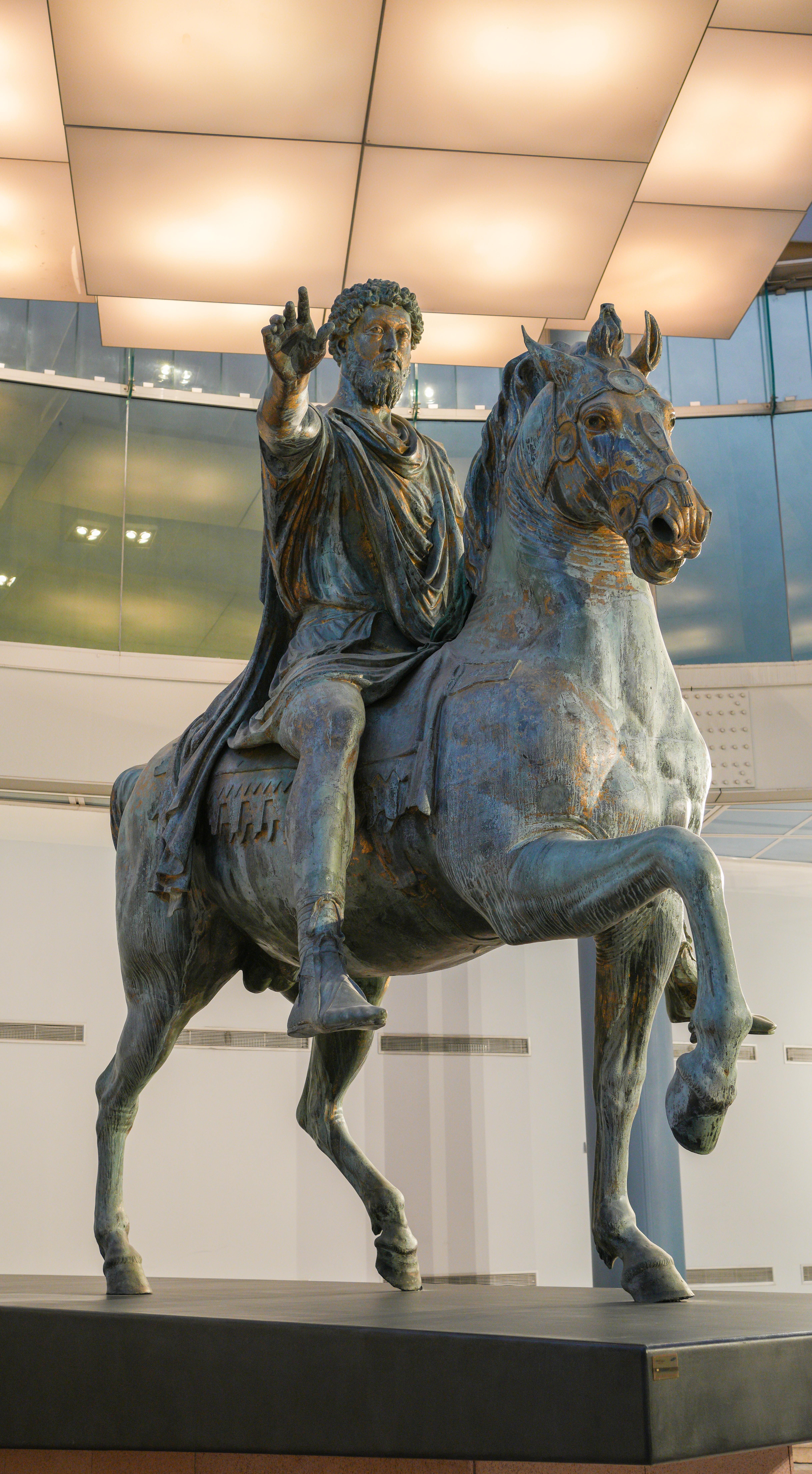
Mark Aurel

Die Glaubhaftigkeit der in der Historia Augusta überlieferten Rekrutierung von Unfreien, die als Sklaven den Dienst in den Legionen antraten, ist in der neueren Forschung umstritten. Neben der Überlieferung aus dem vorgenannten Werk existieren keine weiteren Quellen, die die Rekrutierung und Verwendung von Unfreien, insbesondere von Gladiatoren in der Armee des Mark Aurel bestätigen könnten.
Als zweifelhaft wird die genannte Rekrutierung von Räuberbanden (latrones) angenommen, da man zum einen derer nur mit erheblichem Fahndungsaufwand hätte habhaft werden können und zum anderen in der Folge ein Vielfaches an Personal zur Beaufsichtigung notwendig geworden wäre. Es wird vermutet, dass es sich bei dem in Frage kommenden Kontingent um Bergvölker gehandelt haben wird, die als allgemein räuberisch galten. Somit sind nach Ansicht von Karl-Wilhelm Welwei und anderen Althistorikern die sicher notwendigen Maßnahmen des Kaisers zur Truppenverstärkung unklar oder fehlerhaft dokumentiert.
Alexander Demandt nimmt im Gegensatz an, dass aufgrund der Notlage und dem empfindlichen Mangel an freiwilligen Rekruten der Zugriff auf Unfreie und bevorzugt auf ausgebildete Gladiatoren eine notwendige Konsequenz war. Er geht hinsichtlich der illyrischen Räuber davon aus, dass diese sich selbst zum Militärdienst gemeldet haben.
Der in der Historia Augusta gebrauchte Terminus voluntarii gehörte zum festen Militärjargon und war nicht auf Sklaven respektive auf volones nach dem einmaligen Beispiel der Republik anwendbar. Der provinzialrömische Archäologe Alfred Neumann merkte daher an, dass der Biograph der Markusvita, genau weil er den Terminus voluntarii gebrauchte, die freiwillige Rekrutierung von Sklaven als gesichert annehmen konnte.